# Орёл и решка. Кино
«Орёл и решка. Кино» — российский фильм 2022 года по мотивам трэвел-шоу «Орёл и решка».
Фильм в прокат не выходил, был снят эксклюзивно для сервиса «Кинопоиск», где был размещён 14 февраля 2022 года. Производством фильма занималась компания Big Mama Production создательницы программы «Орел и решка» Нателлы Крапивиной и продюсера Владимира Маслова.

## Сюжет
Передача «Орёл и решка» на грани закрытия из-за низких рейтингов. В съёмочной группе тоже кризис: ведущие со скандалом разводятся, а эго режиссера уже настолько велико, что не помещается в смету проекта. Продюсер придумывет провести выпуск из арабской страны Абд-Эль-Акри (вымышленная страна, съёмки проходили в Мардине в Турции) — ещё недавно закрытую для туристов, но с приходном к власти молодого короля открывшей границы. Здесь ведущие, которые в очередной раз ссорятся, и режиссёр с операторами попадают на свадьбу молодого короля, где всё идёт не по плану, Влад становится причиной местного военного переворота, и вместе с молодым прогрессивным королем все попадают в застенки королевства, и это только начало приключений — теперь героям нужно не только снять эксклюзив, но и вернуться домой живыми — и все это без помощи «золотой карты»!

## В ролях
- Александра Бортич — Рита, ведущая
- Александр Молочников — Влад, ведущий
- Екатерина Варнава — Валерия Репина, продюсер
- Александр Гудков — Саша, режиссер
- Максим Стоянов — Миша, оператор
- Кирилл Каганович — Миша, оператор
- Нана Муштакова — невеста короля
- Алим Хоконов — король
- Анвар Азимов — Абдулхафиз, генерал
- Вадим Цаллати — Сэм
- Грант Каграманян — Локал
- Андрей Золотарев — босс телеканала
- Елена Миронова — переводчица шейха

## Критика
Отзывы зрителей и критиков были крайне негативными, например:

Эталонно плохое кино… может деструктивно повлиять не только на когнитивные, но и на любые другие человеческие функции. … Это настолько возмутительно посредственное кино, что и говорить о нём хочется вполсилы, а слушать — вполуха. … без единой острой шутки, с дешёвым продакт-плейсментом и артистами, потерявшими чувство комичного.— Владислав Шуравин, «Фильм.ру»

Результат вышел настолько удручающий, что «Орёл и решка. Кино» — это буквально худшее, что могло случиться с путешествиями после глобальной пандемии. Хотя и фильмом всё это назвать не получается, скорее, рекламой Яндекс. Путешествий снятой на дорогой локации в качестве побочного занятия, пока съёмочная группа наслаждалась отпуском. … актёры никакие, ни юмора, ни смысла, ни духа приключений. Всё до безумия безжизненно и глянцево… То, что снял товарищ Каграманян, это одновременно жутко опошляющий жест в сторону бренда и преступление против кинематографа… фильм Каграманяна выглядит бездарной любительской постановкой (чем, собственно, он и является).— Вадим Богданов, «InterMedia»

фильм откровенно плохой и безыдейный, обременённый ленивым скучным сценарием и людьми, которых называть актёрами — это слишком щедрый комплимент. В сценарии не предусмотрено ни одной внятной шутки, а если губы и начнут кривиться в ходе просмотра, так разве что от обострившегося лицевого паралича и презрения к отвратительной актёрской игре. После просмотра таких халтурных поделок люди обычно зарекаются связываться с российским кинематографом и их за это трудно винить… не обнаруживается ни капли остроумия и хотя бы пары достойных шуток. Картина снята из рук вон плохо даже по меркам малобюджетного отечественного мыла— Сергей Прудников, «25 кадр»

## Рецензии
- Владислав Шуравин — Рецензия на фильм «Орёл и решка. Кино» // Фильм.ру, 15.02.2022
- Вадим Богданов — Рецензия на фильм «Орёл и решка. Кино»: Что угодно, но явно не кино //InterMedia, 12.02.2022
- Сергей Прудников — Не смешной трип. Рецензия на фильм «Орел и решка. Кино» // 25 кадр, 16 февраля 2022
- Оксана Морозова — «Будто в душу плюнули». Зрители — о фильме «Орел и решка. Кино» // Аргументы и факты, 15 февраля 2022
- Наталья Серебрякова — «Орел и решка. Кино»: какой получилась комедия с Сашей Бортич // Ведомости, 9 февраля 2022
- Маша Бороденко — Руссо туристо: каким получился фильм по мотивам тревел-шоу «Орел и решка» // Кино-Театр.ру, 13 февраля 2022
- Диана Аракелян — Никаких откровений: читайте рецензию на фильм «Орел и решка. Кино» // TV Mag, 15 февраля 2022